# (36817) 2000 SL76
2000 SL76 (asteroide 36817) é um asteroide da cintura principal. Possui uma excentricidade de 0.14160740 e uma inclinação de 6.84148º.
Este asteroide foi descoberto no dia 24 de setembro de 2000 por LINEAR em Socorro.